# Robertinho Silva

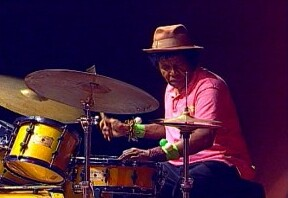
Robertinho Silva (2011)

Robertinho Silva (* 1. Juli 1941 in Rio de Janeiro) ist ein brasilianischer Jazzmusiker (Perkussion, Schlagzeug, Arrangement, Komposition), der international auch als Sideman von Topacts der Música Popular Brasileira bekannt wurde.

## Leben und Wirken
Silva ist als Schlagzeuger zunächst Autodidakt. Mit 15 Jahren wurde er Berufsmusiker und spielte zunächst mit Tanzorchestern wie der Conjunto Flamingo. 17-jährig begann er eine Ausbildung bei Albano Mesquita und Joaquim Neagle. Seit 1964, wo er Caubi Peixoto begleitete, ist er auf Plattenaufnahmen zu hören. 1969 wurde er Mitglied der Band von Milton Nascimento, mit dem er bis 2022 regelmäßig zusammenarbeitete. Zwischen 1970 und 1974 gehörte er zu Som Imaginário um Wagner Tiso, Luiz Alves und Zé Rodrix und war auch an deren ersten Alben (1970/1971) beteiligt. Daneben begleitete er João Donato, Marcos Valle, Gilberto Gil, Taiguara, Toninho Horta, Roberto Carlos, Gal Costa, João Bosco, Paulo Moura (Fibra) oder Egberto Gismonti (Agua & Vinho). 1974 zog er vorübergehend in die USA, wo er mit Airto Moreira, Moacir Santos, Ron Carter, Wayne Shorter, Shelly Manne, Peggy Lee, Cal Tjader, Sarah Vaughan, Paul Horn und George Duke arbeitete. Mit Flora Purim trat er auf dem Montreux Jazz Festival 1974 auf. 1981, zurück in Brasilien, veröffentlichte er sein erstes eigenes Album in der Polygram-Serie Música Popular Brasileira Contemporânea, an dem Raul de Souza und Egberto Gismonti beteiligt waren. Ab 1984 folgten weitere eigene Alben, die zum Teil auch international veröffentlicht wurden. 1997 eröffnete er in seiner Geburtsstadt das Centro de Percussão Alternativo Robertinho Silva, wo er selbst unterrichtet. International kooperierte er in den letzten Jahren auch mit Terje Gewelt. Im Bereich des Jazz war er zwischen 1972 und 2016 an 126 Aufnahmen beteiligt.

## Diskographische Hinweise
- 1981: Música Popular Brasileira Contemporânea
- 1984: Bateria
- 1991: Bodas de Prata
- 1994: Speak No Evil (Milestone Records)
- 1995: Shot on Goal (Milestone)
- 2000: Jaquedu
- 2002: Mixtura Brasileira
- 2019: Duofel, Carlos Malta, Robertinho Silva: Duo + Dois